# Jorja Fox
Jorja-An Fox (Nueva York, 7 de julio de 1968) es una actriz de cine y televisión estadounidense.
Es conocida por su papel de Sara Sidle en la popular serie de televisión CSI: Las Vegas. Es vegetariana y ha trabajado junto a PETA para promocionarlo.

## Biografía
Jorja es la más pequeña de su familia. Sus padres proceden de Montreal y creció en Melbourne Beach, Florida. Asistió al instituto durante dos años tras los cuales ganó un concurso de modelos, lo que la llevó a desplazar su residencia a Nueva York y buscar allí una carrera como actriz. Tras algunos papeles en filmes independientes, de éxito moderado, Fox ganó la atención de los medios cuando apareció en la serie de televisión ER, de la NBC, interpretando a la Dra. Maggie Doyle, médico residente que trabajaba en la sala de urgencias del Hospital County General de Chicago; dicho personaje resultó ser lesbiana. Tras este papel, apareció en el episodio de Ellen donde la protagonista declara su homosexualidad.
Su carrera cinematográfica continuó con las películas Velocity Trap y Food for the Heart. En 1999 consiguió el papel de la agente del servicio secreto Gina Toscano en la serie de la NBC The West Wing. También apareció en la película Memento junto a Guy Pearce y Carrie-Anne Moss.
Es la co fundadora de Honeypot Productions, una compañía de teatro independiente sita en Los Ángeles. Dicha compañía ha producido cinco espectáculos originales, de los cuales ha protagonizado cuatro, ha escrito tres y ha dirigido uno. Su amigo y cofundador de Honeypot, Heather Reid, escribió Dear Bernard, producción en la que participó ella también. Su compañera de reparto de CSI Emily Procter la llama Horha, que es la pronunciación en español (fonética hispana) de su nombre en inglés.

### Polémica enCSI:Crime Scene Investigation
Jorja Fox y su compañero en CSI: Crime Scene Investigation, George Eads, fueron objeto de críticas tras su despido en 2004. Se supone que no entregó a tiempo una notificación a la CBS diciendo que estaría a tiempo cuando empezara el rodaje; de ahí su despido. El asunto se resolvió en menos de una semana y ambos fueron contratados de nuevo; sin embargo, no aumentaron su sueldo, como les pasó al resto de sus compañeros. Fox fue la primera a la que la CBS contactó para su contratación, pero ella supeditó dicha contratación a la de su compañero George.
El 18 de abril de 2007, la revista TV Guide informó que Jorja Fox podría no regresar para la octava temporada de CSI, puesto que todavía no había firmado su contrato. El final de temporada dejó en suspenso a los televidentes, puesto que se pone en peligro la vida de su personaje Sara Sidle. El New York Post publicó que Jorja no se presentó a la filmación de este capítulo debido a algunos asuntos acerca de su contrato. Ni CBS o el agente de Jorja ha confirmado esta información.
En septiembre de 2007, después de algunos rumores acerca de la salida de Jorja Fox de CSI, un foro en línea llamado Your Tax Dollars at Work, que cuenta con alrededor de 15.000 miembros de más de 50 países, empezó una campaña para mantener a Sara Sidle en CSI. La campaña. llamada Dollars for Sense, consiste en enviar a los productores del programa un dólar para que Jorja se quede en CSI. Con la ayuda de donaciones, la campaña también organizó el uso de una pancarta aérea los martes y los jueves de las dos primeras semanas de octubre para que sobrevolará el área de los Estudios Universal en California, donde se graba la serie. La pancarta aérea lleva el mensaje «Keep Jorja Fox on CBS» y cuya traducción es «Mantengan a Jorja Fox en CBS».
El 15 de octubre de 2007, Jorja Fox comunicó a Entertainment Weekly que abandonaba la serie CSI tras siete temporadas y media. Su última aparición se produjo en el séptimo episodio de la octava temporada, que fue estrenado el 15 de noviembre de 2007. El dinero recaudado en la campaña Dollars for Sense fue donado a National CASA, organización que ayuda a los niños adoptados.
Jorja Fox realizó una aparición especial en CSI para los capítulos 9x01 For Warrick, 9x02 The Happy Place, 9x05 Leave out all the rest y para el 9x10 One to go (este representa la salida de William Petersen). One to go es la despedida de Grissom del laboratorio para reencontrarse con su amor, Sara Sidle.

## Filmografía (lista incompleta)

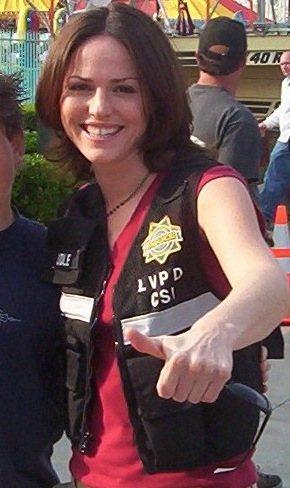
Jorja Fox caracterizada para la serie CSI.

- The Kill-Off (1989) (como Jorjan Fox) .... Myra Pavlov
- Summer Stories: The Mall (1992) (mini) TV Series (como Jorjan Fox) .... Diane
- Happy Hell Night (1992) .... Chica Kappa Sig
- Dead Drunk (1993) (como Jorjan Fox) .... Maggie Glendon
- Ley y Orden .... Paula Engren (1 episodio, 1993)
- Missing Persons (1993) Serie de TV.... Oficial Connie Karadzic
- Dead Funny (1994) (como Jorjan Fox) .... Fate 3
- The Jerky Boys (1995) (como Jorjan Fox) .... La señorita de Lazarro
- Alchemy (1995) (TV) .... Josie
- Velocity Trap (1997) .... Pallas
- Ellen .... Chica atractiva (1 episodio, 1997)
- House of Frankenstein 1997 (1997) (TV) .... Felicity
- How to Make the Cruelest Month (1998) .... Sarah Bryant
- ER .... Dra. Maggie Doyle (33 episodios, 1996-1999)
- Forever Fabulous (1999) .... Liz Guild
- The Hungry Bachelors Club (1999) .... Delmar Youngblood
- Memento (2000) .... Esposa de Leonard
- The West Wing .... Agente Gina Toscano / ... (6 episodios, 2000)
- CSI: Crime Scene Investigation .... Sara Sidle  la mayoría de los episodios desde (2000-2015)
- El mapa de los instantes perfectos .... Greta, mamá de Margaret (2021)

- Datos: Q231807
- Multimedia: Jorja Fox / Q231807